# Géographie de la France
 (juillet 2017).
Si vous disposez d'ouvrages ou d'articles de référence ou si vous connaissez des sites web de qualité traitant du thème abordé ici, merci de compléter l'article en donnant les références utiles à sa vérifiabilité et en les liant à la section « Notes et références ».
La géographie de la France consiste en l'étude du territoire de la France métropolitaine et ses régions et territoires d'outre mer.
La France métropolitaine a une taille totale de 551 695 km² (Europe uniquement). Il s'agit du troisième plus grand pays d'Europe par la région (après la Russie et l'Ukraine) et le plus grand d'Europe occidentale.

## Géopolitique
Le territoire français est le territoire sur lequel l'État en France applique sa souveraineté.

## Superficie
La France est composée de trois ensembles :
- la France métropolitaine : elle possède une superficie de 551 695 km2, s'étendant sur 997 km du nord au sud et d'est en ouest (plus grande distance du nord au sud : Bray-Dunes à Lamanère)[2]. C'est le troisième plus grand pays d'Europe (et non de l'union Européenne), après la Russie et l'Ukraine. Elle a six façades maritimes sur (du nord au sud) : la mer du Nord, la Manche, la mer d'Iroise, l'océan Atlantique et la mer Méditerranée, la mer Tyrrhénienne. Ainsi, la longueur totale de ses côtes atteint 2916 km. À l'exception de sa frontière nord-est, le pays est délimité principalement par des mers, l’océan et des frontières naturelles : le Rhin, le Jura, les Alpes, et les Pyrénées. La frontière nord-est est néanmoins partiellement matérialisée par les Ardennes. Elle comprend aussi les îles qui sont proches du littoral telles que les îles d'Ouessant et de Belle-Île (en Bretagne), l'île de Ré et d'Oléron (en Charente-Maritime), la Corse et Porquerolles (en Méditerranée) ;

- la France des Outre-mers : elle possède une superficie de 675 417 km2. La France est le deuxième plus grand pays d'Europe, en comptant les outre-mers. Elle comprend les DROM (Guyane, Martinique, Guadeloupe, Réunion et Mayotte), les TOM (Polynésie, Wallis-et-Futuna, Saint-Martin, Saint-Pierre-et-Miquelon, Saint-Barthélemy) ;
- les Terres Australes et Antarctiques Françaises : il s'agit des Îles Crozet, des Îles Kerguelen et de la Terre Adélie.

D’après l’INSEE, qui mesure uniquement la superficie cadastrale. La superficie de la France est de 543 000 km². D’après l’IGN, qui mesure la superficie géodésique, la superficie totale est de 551 000 km².

## Limites

### Frontières terrestres
4 176 km au total, dont 2 916 km en France métropolitaine et 1 263 km en outremer, répartis ainsi :
- 730 km avec le Brésil (en Guyane)[5] ;
- 623 km avec l'Espagne ;
- 620 km avec la Belgique[6] ;
- 573 km avec la Suisse[7] ;
- 520 km avec le Suriname (en Guyane)[8] ;
- 515 km avec l'Italie[9] ;
- 451 km avec l'Allemagne[10] ;
- 73 km avec le Luxembourg[11] ;
- 57 km avec Andorre ;
- 13 km avec les Pays-Bas (avec Saint-Martin) ;
- 4 km avec Monaco.

À ces frontières peut s'ajouter 2 100 km environ avec l'Australie, si la Terre Adélie (en Antarctique) est prise en compte. Si l'on considère le tunnel sous la Manche comme un passage terrestre, alors la France possède également une courte frontière terrestre avec le Royaume-Uni. Le domaine national français en Terre Sainte offre également au territoire français une frontière avec Israël et l'Autorité de Palestine.

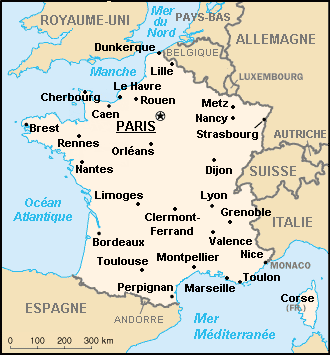
Carte de la France. Source : CIA World Factbook

### Littoral
En métropole, le littoral fait 5 853 km qui regroupe des côtes rocheuses (41 %), des plages et dunes (35 %) et des marais salants et maritimes (24 %).

### Altitude
Points extrêmes :
- - 10 m (étang de Lavalduc, Bouches-du-Rhône)[13] ;
- + 4 805,59 m (mont Blanc, à la dernière mesure)[14].

L'altitude moyenne est de 342 m pour la France continentale.

## Grandes régions naturelles

Topographie de la France métropolitaine.

Le relief de la France métropolitaine est caractérisé par le « S français » qui part du sud des Vosges, descend la vallée du Rhône et s'infléchit vers l'ouest pour longer le sud du Massif central et le nord des Pyrénées.
Au nord-ouest de cette ligne se trouve la zone hercynienne datant de l'ère primaire et secondaire, au sud-est se trouve la zone alpine datant de l'ère tertiaire et quaternaire. Cette ligne est également une frontière altimétrique : la zone hercynienne a des pentes arrondies tandis que la zone alpine est plus escarpée ; et une ligne de partage des eaux : à l'ouest, les cours se jettent dans l'Atlantique, à l'est, dans la Méditerranée. L'ouest subit une influence océanique tandis que l'est subit une influence méditerranéenne s'atténuant en arrivant au Jura.

## Régions administratives françaises
Au nombre de 27 jusqu'en 2015, les régions françaises sont 18 depuis le 1er janvier 2016 : 12 régions de France métropolitaine, auxquelles s'ajoutent la Corse, qui n'a pas la dénomination de région mais en exerce les compétences, et cinq départements et régions d’outre-mer (dont le département de Mayotte qui exerce également les compétences d'une région),.
| Carte des 18 régions françaises après le redécoupage de 2015. |
| Hauts- · de- · France Normandie Île-de- · France Grand Est Bourgogne- · Franche-Comté Centre- · Val de Loire Pays · de la Loire Bretagne Nouvelle- · Aquitaine Auvergne- · Rhône-Alpes Occitanie Provence- · Alpes- · Côte d'Azur Corse Guyane Guadeloupe Martinique Mayotte La RéunionBelgique Luxembourg Allemagne Suisse Liechtenstein Italie Monaco Royaume-Uni Pays-Bas Andorre Brésil Suriname EspagneMer · du Nord Manche Golfe de · Gascogne Mer Méditerranée |

Voir aussi l'article suivant :
- Régions françaises classées par produit intérieur brut

## Principales îles françaises
Les principales îles françaises sont :
- l'Île de La Réunion ;
- la Guadeloupe ;
- la Martinique ;
- la Mayotte ;
- les îles Kerguelen ;
- la Corse ;
- l'île de Bréhat ;
- l'île de Batz ;
- l'île d'Ouessant ;
- l'île de Molène ;
- l'île de Sein ;
- l'île de Groix ;
- Belle-Île ;
- l'île de Houat ;
- l'île de Hoëdic ;
- l'île d'Arz ;
- l'île aux Moines ;
- l'île de Noirmoutier ;
- l'île d'Yeu ;
- l'île de Ré ;
- l'île d'Aix ;
- l'île d'Oléron ;
- la Nouvelle-Calédonie.

D'après une étude parue dans Nature Conservation, des dizaines d'îles françaises seraient menacées d'ici 2100. En effet, si le niveau des mers monte d'un mètre en 2100, 6 % des îles françaises disparaîtront ; et s'il monte de trois mètres, cette proportion sera de 12 %. Les régions de la Nouvelle-Calédonie et de la Polynésie seraient particulièrement vulnérables.

## Climat
La position géographique de la France explique l'existence de différents climats. Le climat peut être :
- océanique ;
- continental ;
- océanique altéré ;
- semi-continental ;
- méditerranéen ;
- montagnard ;
- maritime polaire ;
- maritime tropical ;
- équatorial[22],[23].

## Hydrographie

### Principaux cours d'eau
De nombreux cours d'eau coulent en France :

Cours d'eau de France.

- la Loire dont le bassin est entièrement en France. C'est le plus long des fleuves : 1 006 km.
- la Seine. Seule une infime partie du bassin versant est hors de France.
- la Garonne naît en Espagne dans les Pyrénées mais rejoint la France après quelques kilomètres.
- le Rhône naît en Suisse et entre en France par le Léman. En se jetant dans la mer Méditerranée, il forme un delta appelé la Camargue.
- la Meuse naît en France (qui n'a qu'une faible partie de son cours) et traverse ensuite la Belgique et les Pays-Bas.
- le Rhin n'est français que pendant son parcours alsacien. Il forme la frontière avec l'Allemagne.
- l'Escaut ne prend d'importance qu'en Belgique.
- Somme, Orne, Vilaine, Charente, Adour, Aude, Hérault, Var, qui se jettent dans la mer.
- Moselle, Saône, Yonne, Doubs, Marne, Aisne, Oise, Allier, Cher, Loiret, Indre, Vienne, Mayenne, Ariège, Lot, Tarn, Dordogne, Isère, Drôme, Durance, etc., qui se jettent dans d'autres cours d'eau.
- l'Oyapock, la Mana et le Maroni situés en Guyane.

### Principaux canaux
Les canaux les plus remarquables sont :
- Canal du Midi
- Canal du Centre
- Canal du Rhône au Rhin
- Canal de Bourgogne
- Canal latéral à la Loire
- Canal de Berry
- Canal de Nantes à Brest
- Canal de Marans à La Rochelle
- Canal du Loing
- Canal de Briare
- Canal du Nord

### Bilan hydrologique de la France métropolitaine
Du point de vue hydrologique, la France occupe une position assez forte en Europe. Les précipitations y sont en effet assez élevées, et alimentent de puissants cours d'eau coulant soit vers les mers, soit vers les pays voisins (nord et nord-est). L'eau venue de France procure une part des disponibilités en eau de la Belgique, du Luxembourg, de l'Allemagne et indirectement des Pays-Bas.
D'après Aquastat, la hauteur d'eau annuelle moyenne des précipitations est de 867 millimètres, soit pour une superficie de 552 000 kilomètres carrés, un volume de précipitations annuelles de 477,99 kilomètres cubes, arrondis à 478 km3 (478 milliards de mètres cubes).
Pour les années les plus sèches (période de retour de 10 ans), le volume annuel des précipitations est de 110 kilomètres cubes.
De ce volume précipité, l'évapo-transpiration consomme 301,5 km3. Restent 176,5 kilomètres cubes d'eau de surface (cours d'eau) produits sur le territoire du pays (on parle d'eau de surface produite en interne). La lame d'eau moyenne écoulée sur l'ensemble du territoire tous bassins confondus est donc de 320 millimètres annuellement.
Il faut ajouter à cela 2 km3 d'eau souterraine produits en interne, ce qui fait un total de 178,5 kilomètres cubes d'eau produits en interne.
En outre, une quantité non négligeable d'eau provient de certains pays voisins. Ce sont 8,7 kilomètres cubes supplémentaires qui viennent ainsi de l'étranger, dont 7,7 km3 de Suisse (cours supérieur du Rhône, Doubs) et 1 km3 d'Espagne (cours supérieur de la Garonne). Les apports de la Belgique et de l'Allemagne sont considérés comme négligeables, car ne faisant qu'une brève incursion en France (Blies en Moselle, Semoy dans la Meuse). Enfin l'apport du Rhin de 33 km3 constitue un cas particulier. Ce fleuve est frontalier sur une longue distance, mais ne pénètre jamais le territoire français. On considère dès lors que la moitié de son débit à l'entrée (Bâle) fait partie des ressources en eau de la France produites à l'étranger, soit 16,5 kilomètres cubes.
Les ressources renouvelables totales en eau du pays se montent donc à 203,7 kilomètres cubes (1 km3 = 1 milliard de m3) dont :
- 176,5 km3 d'eau de surface produits en interne
- 2 km3 d'eau souterraine produits en interne
- 25,2 km3 d'eau de surface produits en externe (à l'étranger)

Le taux de dépendance vis-à-vis de l'étranger est de 12,37 %.
En moyenne chaque année 13,5 km3 d'eau quittent annuellement le territoire, à destination des pays voisins :
- Belgique : 5,3 km3 (alimentation de la Meuse, de l'Escaut et de l'Yser)
- Allemagne : 3,4 km3 (Sarre et rivières alsaciennes vers le Rhin)
- Luxembourg et Allemagne : 4 km3 (Moselle)
- Italie : 0,2 km3 (Roya)
- Espagne : 0,3 km3 (le Sègre, important affluent de l'Èbre a sa source en France)

La quantité d'eau disponible (qui comprend l'ensemble des ressources créées en interne, plus les apports extérieurs) est de 203,7 km3 par an, soit pour une population évaluée à 61,9 millions d'habitants (fin 2007), 3,290 m3 par habitant et par an.

### Comparaison avec les principaux voisins
| Pays        | Précipitations  | Précipitations   | Écoulement                | Écoulement                                | Eau souterraine produite en km3/an | Apport d'eau de l'étranger en km3/an | Superficie du pays en km2 |
| Pays        | annuelles en mm | annuelles en km3 | Lame d'eau annuelle en mm | Volume d'eau de surface écoulée en km3/an | Eau souterraine produite en km3/an | Apport d'eau de l'étranger en km3/an | Superficie du pays en km2 |
| ----------- | --------------- | ---------------- | ------------------------- | ----------------------------------------- | ---------------------------------- | ------------------------------------ | ------------------------- |
| Suisse      | 1 537           | 63,46            | 978                       | 40,4                                      | -                                  | 13,1                                 | 41 290                    |
| Royaume-Uni | 1 220           | 296,33           | 594                       | 144,2                                     | 0,8                                | 2,0                                  | 242 910                   |
| France      | 867             | 477,99           | 320                       | 176,5                                     | 2,0                                | 25,2                                 | 551 500                   |
| Belgique    | 847             | 25,84            | 393                       | 12,0                                      | -                                  | 6,3                                  | 30 510                    |
| Italie      | 832             | 250,81           | 566                       | 170,5                                     | 12,0                               | 8,8                                  | 301 340                   |
| Pays-Bas    | 778             | 32,31            | 265                       | 11,0                                      | -                                  | 80,0                                 | 41 530                    |
| Allemagne   | 700             | 249,96           | 298                       | 106,3                                     | 0,7                                | 47,0                                 | 357 030                   |
| Espagne     | 636             | 321,71           | 216                       | 109,5                                     | 1,7                                | 0,3                                  | 505 990                   |

## Faune et flore
La diversité de climat explique en grande partie que la flore et la faune de France soient très diversifiée.
La biodiversité est étudiée par l'INPN.

## Centre géographique
Il y a évidemment une grande incertitude concernant le centre géographique.
Sa détermination dépend en grande partie de la méthode utilisée pour le calcul, et notamment selon que l'on tient compte ou non de la Corse et des DOM-TOM.
Quelques candidats :
- Bruère-Allichamps (Cher)
- Saint-Amand-Montrond (Cher)
- Saint-Sauvier (Allier)
- Saulzais-le-Potier (Cher)
- Vesdun (Cher)

## France d'outre-mer
La France reste aussi présente dans d'autres continents par des dépendances aux statuts administratifs divers :
- Guadeloupe
- Martinique
- Guyane
- La Réunion
- Saint-Martin
- Saint-Barthélemy
- Saint-Pierre-et-Miquelon
- Mayotte
- Nouvelle-Calédonie (ainsi que les îles Chesterfield)
- Polynésie française
- Wallis-et-Futuna
- Terres australes et antarctiques françaises
- Île de Clipperton
- Domaine national français en Terre sainte
- Domaines français de Sainte-Hélène